# Церковь Пресвятой Девы Марии (Кэннон-стрит, Лондон)

360

Церковь Пресвятой Девы Марии на улице Кэннон-стрит (Сент-Мери-Абчёрч; англ. St Mary Abchurch, Cannon Street) — бывшая англиканская приходская церковь на улице Кэннон-стрит (Сити) города Лондона (Великобритания); храм впервые упоминается в 1198—1199 годах; нынешнее здание было построено после Великого пожара, между 1681 и 1686 годами по проекту Кристофера Рена. С 1950 года входит в список памятников архитектуры.

## История и описание

### Средневековое здание
Католическая церковь Пресвятой Девы Марии на Кэннон-стрит впервые упоминается в документах за 1198—1199 год. Дополнительное название «Абчёрч», вероятно, происходит от имени одного из первых руководителей местного прихода. Более ранее предположение состояло в том, что это вариант написания слова «upchurch» — ссылка на сравнительно высокое положение здания над городам; это не подтверждается более ранним написанием данного термина. Дополнение позволяло отличать данный храм от по крайней мере 15-ти других церквей Девы Марии, расположенных в Лондонском Сити. Церковь принадлежала монастырю Святой Марии Овери в Саутуарке примерно до 1455 года. После этого храм перешел под контроль капелланов колледжа Корпус-Кристи при церкви Святого Лоуренса Паунтни (St Laurence Pountney).
После Реформации в Англии архиепископ Мэттью Паркер убедил королеву Елизавету I передать церковь своему родному колледжу Корпус-Кристи (Corpus Christi College) при Кембриджском университете, который с тех пор назначал руководителя прихода. В 1611 году здание было «восстановлено и украшено» в за счёт прихожан; оно было полностью разрушено во время Великого лондонского пожара, произошедшего в 1666 году.

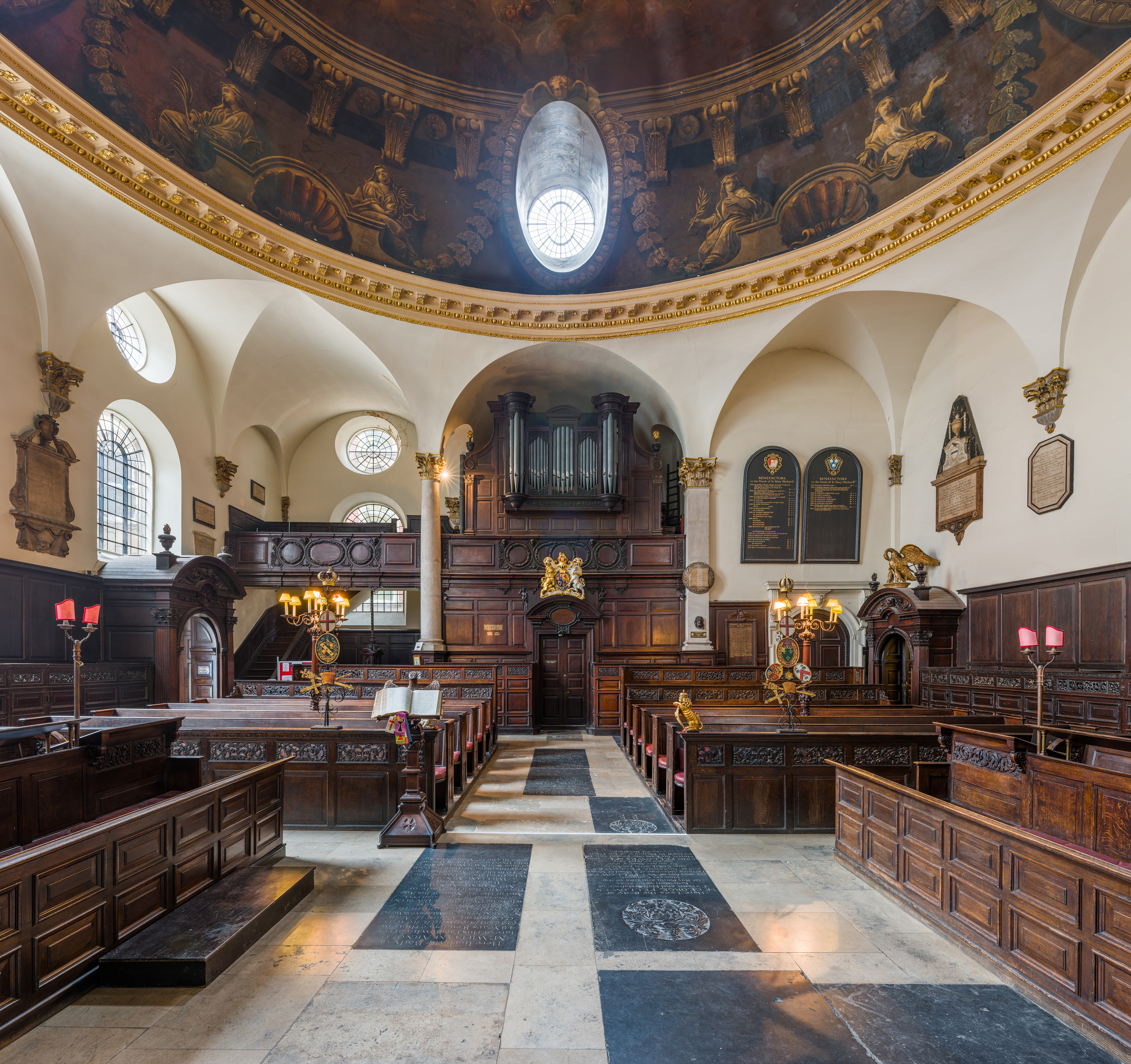
Интерьер храма (2014)

### Современное здание
После пожара церковь была перестроена по проекту архитектора Кристофера Рена (и его коллег) в период с 1681 по 1686 год. Церковь получила фасад из красного кирпича с каменной отделкой. Четырехэтажная башня-колокольня высотой в 51 фут была завершена свинцовым шпилем. Первоначально планировалось, что церковь будет намного больше современных размеров: по структуре она должна была напоминать церковь Святого Стефана в квартале Уолбрук (St Stephen Walbrook). Однако, по неизвестным причинам, храм на Кэннон-стрит был перестроен в значительно меньшем масштабе. Работами руководил английский естествоиспытатель и изобретатель Роберт Гук. Купол храма был расписан в ходе ремонта 1708 года: художником вероятно был Уильям Сноу, член местной гильдии художников, живший в доме к северу от церкви. Заалтарные резные изображения принадлежат резчику Гринлингу Гиббонсу: оригинальный счет на имя Гиббонса — за то, что сам он называл «Olter Pees» — был обнаружен в библиотеке городской ратуши (Guildhall Library) в 1946 году.
Приход Пресвятой Девы Марии был объединён с приходом близлежащей церкви Святого Лаврентия Паунтни, также разрушенной во время Великого пожара, но не восстановленной. Во время Второй мировой войны, в ходе «Блица» в сентябре 1940 года, в церковь попала бомба с самолёта люфтваффе. Наибольший ущерб был нанесен куполу здания: после войны архитектор Годфри Аллен (W. Godfrey Allen) руководил ремонтом здания в период между 1948 и 1953 годами.

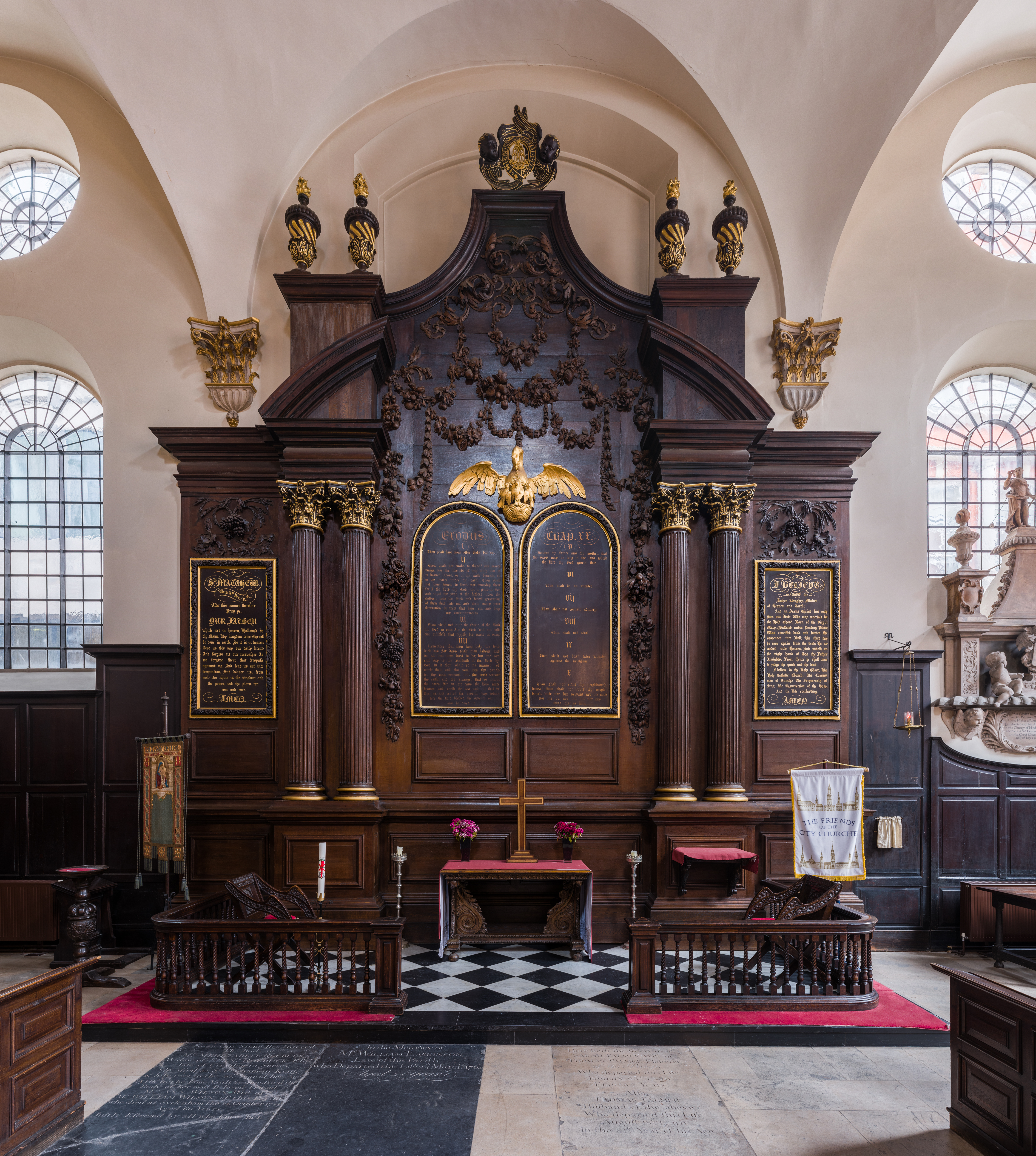
Резная работа Г. Гиббонса (2014)

Купол был восстановлен по проекту Э. У. Тристана (E. W. Tristan); работы над куполом была завершена после его смерти в 1952 году художником Уолтером Хойлом (Walter Hoyle, 1922—2000). Ряд источников описывал, что ретабло было разбито на множество осколков в результате бомбардировки — а затем заалтарная часть была тщательно восстановлена. В реальности, ретабло было удалено из церкви по приказу администрации и хранилось в безопасном месте всю войну. 4 января 1950 года церковное здание было внесено в список памятников архитектуры первой степени (Grade I).
До 1822 года в церкви не было музыкального органа: сбор средств позволил заказать его у мастера Дж. К. Бишопа (J. C. Bishop). Орган был серьезно поврежден бомбой времён мировой войны — новый инструмент был изготовлен Н. П. Мандером (N. P. Mander) в 1950-х годах с использованием корпуса от 1717 года, ранее располагавшегося в храме Всех Святых на Бред-стрит (All Hallows, Bread Street), снесённого в 1876 году. Останки бывшего лорд-мэра Лондона, купца Питера Перчарда (Peter Perchard, 1729—1806) и его семьи были захоронены в церкви Девы Марии Абчёрч.
По состоянию на 2021 год в здании церкви Девы Марии размещался офис лондонской благотворительной организации «Друзья городских церквей» (The Friends of the City Churches), занимающейся поддержкой исторических церквей лондонского Сити. Церковь была обычно открыта для прихожан с понедельника по четверг, а также — проводила органные концерты по вторникам.